# アスキー＝ギャスパー不等式
アスキー＝ギャスパー不等式（アスキー＝ギャスパーふとうしき、英語: Askey-Gasper inequalty）はヤコビ多項式に対する不等式であり、Askey & Gasper (1976)で示された。その後、ド・ブランジュの定理の証明で用いられた。この不等式について、現在はEkhad (1993)による別証明がある他、Gasper & Rahman (2004)でこの不等式のq-特殊関数版が与えられた。

## 主張
もしβ ≥ 0, α + β ≥ −2かつ−1 ≤ x ≤ 1 ならば
{\displaystyle \sum _{k=0}^{n}{\frac {P_{k}^{(\alpha ,\beta )}(x)}{P_{k}^{(\beta ,\alpha )}(1)}}\geq 0}
であり、
{\displaystyle P_{k}^{(\alpha ,\beta )}(x)}
はヤコビ多項式である。
β = 0のとき、
{\displaystyle {}_{3}F_{2}\left(-n,n+\alpha +2,{\tfrac {1}{2}}(\alpha +1);{\tfrac {1}{2}}(\alpha +3),\alpha +1;t\right)>0,\qquad 0\leq t<1,\quad \alpha >-1.}
になる。